# Mezinárodní unie pro čistou a aplikovanou fyziku
Mezinárodní unie pro čistou a aplikovanou fyziku (z anglického International Union of Pure and Applied Physics, zkratka IUPAP, dříve International Union of Physics) je mezinárodní nevládní organizace podporující rozvoj fyziky se sídlem v Singapuru. Byla založena roku 1922, první kongres se sešel 1923 v Paříži. Členy IUPAP jsou vědecké společnosti, v současnosti jich je 49 a zastoupena je i Česká republika.
Unie propaguje mezinárodní spolupráci ve fyzice, sponzoruje vybrané konference, připravuje publikace abstraktů článků a tabulek fyzikálních konstant a propaguje mezinárodní dohody o používání symbolů, jednotek, názvosloví a standardů.

## Seznam prezidentů IUPAP
| Term      | President                   | Country               |
| --------- | --------------------------- | --------------------- |
| 1922–1931 | Sir William Bragg           | Spojené království    |
| 1931–1934 | Robert Millikan             | USA                   |
| 1934–1947 | Manne Siegbahn              | Švédsko               |
| 1947–1951 | Hans Kramers                | Nizozemsko            |
| 1951–1957 | Neville Francis Mott        | Spojené království    |
| 1957–1960 | Edoardo Amaldi              | Itálie                |
| 1960–1963 | Homi J. Bhabha              | Indie                 |
| 1963–1966 | Louis Néel                  | Francie               |
| 1966–1969 | D. I. Blochincev            | Sovětský svaz         |
| 1969–1972 | Robert Bacher               | USA                   |
| 1972–1975 | Heinz Maier-Leibnitz        | Německo               |
| 1975–1978 | Sir Clifford Charles Butler | Spojené království    |
| 1978–1981 | Leonard Sosnowski           | Polsko                |
| 1981–1984 | Kai Siegbahn                | Švédsko               |
| 1984–1987 | D. Allan Bromley            | Kanada                |
| 1987–1990 | Larkin Kerwin               | Kanada · USA          |
| 1990–1993 | Jurij Osipjan               | Sovětský svaz · Rusko |
| 1993–1996 | Yoshio Yamaguchi            | Japonsko              |
| 1996–1999 | Jan S. Nilsson              | Švédsko               |
| 1999–2002 | Burton Richter              | USA                   |
| 2002–2005 | Yves Petroff                | Francie               |
| 2005–2008 | Alan Astbury                | Kanada                |
| 2008–2011 | Sukekatsu Ushioda           | Japonsko              |
| 2011–2014 | Cecilia Jarlskog            | Švédsko               |
| 2014–2017 | Bruce McKellar              | Austrálie             |
| 2017–2019 | Kennedy J. Reed             | USA                   |
| 2019–     | Michel Spiro                | Francie               |